# Benedikt Beisheim
Benedikt Beisheim (22 de abril de 1987) es un deportista alemán que compitió en esgrima, especialista en la modalidad de sable. Ganó una medalla de bronce en el Campeonato Europeo de Esgrima de 2010, en la prueba por equipos.

## Palmarés internacional
| Campeonato Europeo | Campeonato Europeo | Campeonato Europeo | Campeonato Europeo |
| Año                | Lugar              | Medalla            | Prueba             |
| ------------------ | ------------------ | ------------------ | ------------------ |
| 2010               | Leipzig (Alemania) | Medalla de bronce  | Sable por equipos  |